# Сін о Сайн
Сін о Сайн (норв. Syn og Segn) — норвезьке культурно-політичне видання нюношк, що базується в Осло, Норвегія.

## Історія
Сін о Сайн було засновано в 1894 році, а Расмус Фло та Арне Ґарборґ були першими редакторами. Журнал публікується нюношк щоквартально видавництвом «Де Норск Самлагет» і був важливим для розвитку нюношк як культурної мови. Олав Мідтун був головним редактором понад п'ятдесят років, з 1908 по 1960 рік. З 2014 року журнал редагував Кнут Астад Бротен; змінивши Бенте Ріїсе, який працював на цій посаді з 2006 року.
Кількість передплатників була найбільшою в 1960-х роках, коли вона досягла близько 13 000. У 2004 році кількість передплатників становила близько 2500. Тираж у 2004 році становив близько 3100 примірників.
У 2010 році Норвезька асоціація журналів назвала журнал «Періодикою року» в Норвегії.